# نينجا أكاديمي
نينجا أكاديمي (بالإنجليزية: Ninja Academy)‏ ، هي فيلم أمريكي أنتجت عام 1988م ونشرها أوميغا انترتنمنت، وعرضت في الولايات المتحدة واليابان عام 1990م، من بطولة ويل إيفان.

## قصة الفيلم
تبدأ قصة الفيلم عن ان الكاراتيه الأمريكي يتلقى التعليم النينجا عن طريق معلمه في ريف كيوتو اليابانية، وذلك لمواجهة اللصوص.

## وصلات خارجية
- نينجا أكاديمي على موقع IMDb (الإنجليزية)
- نينجا أكاديمي على موقع روتن توميتوز (الإنجليزية)
- نينجا أكاديمي على موقع Turner Classic Movies (الإنجليزية)
- نينجا أكاديمي على موقع أول موفي (الإنجليزية)
- نينجا أكاديمي على موقع فيلمافينيتي (الإسبانية)
- نينجا أكاديمي على موقع قاعدة بيانات الأفلام السويدية (السويدية)
- نينجا أكاديمي على موقع قاعدة بيانات الفيلم (الإنجليزية)
- نينجا أكاديمي على موقع ليتربوكسد (الإنجليزية)
- نينجا أكاديمي على موقع كينوبويسك (الروسية)